# Roman de Pannonie
 (avril 2017).
Si vous disposez d'ouvrages ou d'articles de référence ou si vous connaissez des sites web de qualité traitant du thème abordé ici, merci de compléter l'article en donnant les références utiles à sa vérifiabilité et en les liant à la section « Notes et références ».
Le roman de Pannonie est une langue romane éteinte autrefois parlée en Pannonie (actuelles Hongrie occidentale et Croatie orientale et septentrionale) entre la fin de l'Empire Romain d'Occident et le Xe siècle.

## Langue
Les inscriptions des clēricī literātī et quelques anthroponymes, hydronymes et ethnonymes de la « culture de Keszthely » sont les seules sources attestant de l'existence de cette langue romane. Le nom même Keszthely (prononcé "kesteil" en hongrois) ressemble fortement au frioulan, au vénitien et à l'istriote castei qui signifie « château, fortification » : ce nom est probablement originaire du roman pannonien.

## Locuteurs
La population celtique romanisée de Pannonie (qui selon l'historien Theodor Mommsen comptait environ 200 000 locuteurs vers le IVe siècle) a progressivement été absorbée, durant les invasions barbares, par les différents peuples qui se sont succédé dans le pays : goths, lombards, avars, slaves (VIe siècle), francs (796) et magyars (896).
Au VIe siècle on trouvait encore des sites fortifiés où des inscriptions liées aux reliques chrétiennes et sur les ex-voto sont en roman pannonien, écrit par les clēricī literātī : Intercisa, Monastorŭ, Savaria, Scarbantia ou Sopianae. Autour de Monastorŭ et du lac Pelso (aujourd'hui Balaton) s'est formée une société particulière d'artisans, appelée « culture de Keszthely », dont les nécropoles contiennent plus de 6 000 tombes et un grand nombre d'artefacts (dont certains en or).